# Операция Феликс
Операция „Феликс“ е кодовото име на неосъществен германско-испански план за завладяване на британската крепост Гибралтар.
Тя е също част от плановете на Хитлер за въвличане на Франкистка Испания във Втората световна война на страната на Оста. За начало на „Феликс“ е предвидена датата 10 януари 1941 г.
Още преди началото на войната политическите и военните ръководства на Германия и Италия отдават голямо значение на районите, непосредствено граничещи със Средиземно море. Хитлер и Мусолини планират създаването на колониални империи в Африка. След избухването на войната с Великобритаия и Франция тези планове придобиват очертания – предвидено е присъединяване на неутралните Испания и Португалия към фашистката коалиция, превземане на Гибралтар и отрязване по този начин на Англия и Франция от колониите им, които са основен доставчик на суровини. Бързата капитулация на французите през 1940 г. ускорява развитието на тези планове и на 4 октомври, на среща между Хитлер и Мусолини на прохода Бренер, е обсъден въпросът за присъединяването на Испания към тройния пакт.
На 23 октомври 1940 г. в Андай (на границата между Испания и Франция), във вагона на Хитлер се състои среща на фюрера с Франко и италианския представител, граф Галеацо Чано. От страна на Франко, за да се включи Испания в коалицията, са поставени следните материални условия:
- Доставка на 400 – 700 хил. тона зърно
- Осигуряване на горивото за испанската армия
- Осигуряване на цялото липсващо ѝ снаряжение
- Артилерия, самолети и специални части за превземането на Гибралтар и оставянето му в испанско владение

В допълнение на това, Франко иска Германия да предаде на Испания контрола над френските протекторати Мароко и Оран, и да помогне за ревизия на границите на Испанска Сахара.
По-късно Хитлер споделя, че „предпочита по-скоро да му извадят три зъба, отколкото да се срещне с Франко отново“. Въпрос на исторически дебат е дали испанският диктатор е „преиграл ръката си“, искайки твърде много или преднамарено е качил цената за влизането на Испания във войната, поставяйки по този начин Хитлер в безизходица. Възможно е също така, Вилхелм Канарис, който тайно предава информация на Франко относно немските планове, да го е убедил да не се съгласява с исканията на Хитлер.
На срещата се обсъжда и евентуалното нападение над Гибралтар, но във всеки случай, освен името на операцията и насрочената дата, другите детайли остават неизяснени. По преценки на немската страна, трябва да се отдели около 30-хилядна армия за атаката. Използването на парашутисти е изключено, както поради малкото земя около „Скалата“ (както е известна стратегически важната крепост), така и заради опасните въздушни течения. Осигуряването на тежка обсадна артилерия (оръдието „Дора“ например) би било много трудно – железопътната мрежа на Испания е с различен стандарт от тази на Германия и Франция, а и не достига в близост до Гибралтар. Отгоре на всичко, нападението трябва да се осъществи през откритата писта на английското летище, което е разположено успоредно на цялата сухопътна граница с Испания. Осъзнавайки факта, защитниците на Гибралтар поставят множество 40-мм зенитни оръдия „Бофорс“ в тунели в скалата, които сочат на север (и надолу) към летището, подсигурявайки се по този начин срещу заплахата.
Испания обаче запазва неутралитета си и не влиза във войната въпреки че активно подпомага хитлеристката коалиция (не само икономически, но и с отряд от доброволци – т.нар. Синя дивизия, изпратена на Източния фронт). Съвместната операция „Феликс“ така и не се състои.